# Abaiube Alançari
Abaiube ou Abaiubiz Alançari ou al-Anssari (em árabe: أبو أيوب الأنصاري; romaniz.: Abu Ayyub al-Ansari; em turco: Ebu Eyyûb el-Ensarî ou Eyüp Sultan) (Medina, 576? — Constantinopla, 672 ou 674?) foi um dos companheiros (الصحابه; sahaba) de Maomé e um dos ansar (الأنصار), ou seja, ajudante ou patrono da história muçulmana primitiva, ou um dos que apoiaram Maomé depois da Hégira (migração) para Medina em 622. "Abaiube" significa "Pai de Aiube".

## Vida

### Origens e carreira
O nome de nascimento de Abaiube era Calide ibne Zaíde ibne Culaibe ibne Iatrebe (Khalid ibn Zayd ibn Kulayb in Yathrib) ou Calide ibne Zaíde ibne Culaibe ibne Talaba (Khalid ibn Zayd ibn Kulayb ibn Tha'laba; em árabe: عوف بن غنم بن مالك بن النجار الأنصاري الخزرجي). Era membro do clã de judeus Banu Najar, da tribo Banu Cazeraje, com a qual Maomé era aparentado, motivo pelo qual por vezes é referido como "al-Najari" (al-Najjari). A sua fama está ligada à sua qualidade de muhaddis (estudioso do hádice, a história e direito islâmicos) e foi popularizado por um grande número de hádices ("episódios") relacionados com o Profeta e a devoção a este. Abaiube foi um dos primeiros convertidos.
Quando Maomé chegou a Medina, todos os habitantes daquela cidade lhe ofereceram alojamento, mas ele quis ficar com os Banu Najar, com os quais eles era vagamente aparentado. Depois de ter indagado quem poderia ser o seu familiar mais próximo entre os Banu Najar, Maomé foi apresentado a Abaiube al-Ansari, com que ficaria durante sete meses. Segundo outra versão, Abaiube foi dos primeiros habitantes de Medina a oferecer a sua casa a Maomé. A casa do profeta em Medina foi construída ao lado da de Abaiube, onde também se ergueu a primeira mesquita do Islão, onde está sepultado Maomé e os dois primeiros califas.

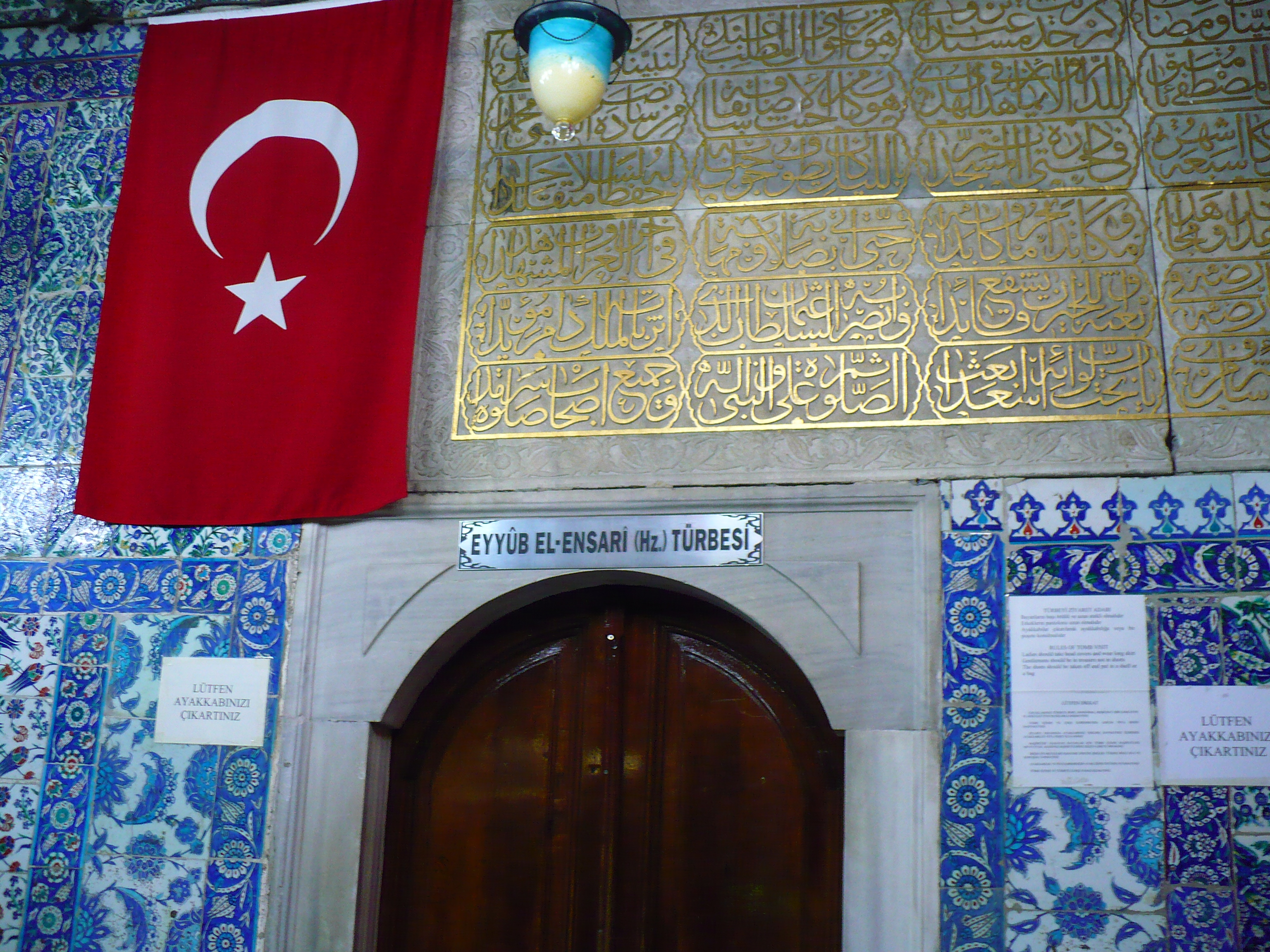
Türbe (mausoléu) de Abaiube Alançari em Istambul, Turquia

A figura de Abaiube também aparece na história de Safia, uma mulher judia capturada pelas tropas de Maomé durante o ataque a Khaybar que foi levada à presença do profeta como parte do saque. Na noite do casamento de Safia com Maomé, Abaiube Alançari ficou de guarda à tenda do casal; quando a meio da noite Maomé viu Abaiube andar de um lado para o outro perguntou-lhe o que andava a fazer, tendo Abaiube respondido que "Tinha receio por ti com esta jovem mulher. Tu mataste o seu pai, o seu marido e muitos dos seus familiares, e até recentemente ela não era crente. Eu estava muito receoso por ti por causa desta mulher".
Abaiube teve igualmente uma carreira militar de relevo. Dele se disse: «não esteve ausente de nenhuma batalha que os muçulmanos combateram desde o tempo e Maomé até ao tempo de Moáuia I a não ser que estivesse envolvido noutra ao mesmo tempo.» Entre outras, participou nas batalhas de Badr, Uude e da Trincheira (al-Candaque ou Cerco a Medina).
Participou igualmente na conquista muçulmana do Egito liderada por Anre ibne Alas (عمرو ابن العاص), após o que o califa Ali o convidou para ser governador, cargo que ele recusou para ir apoiar os muçulmanos do Iraque, onde participou em todas as batalhas comandadas por Ali. Durante o reinado de Moáuia esteve num ataque a Chipre.
Segundo outras fontes, Abaiube viveu durante algum tempo numa casa em Fostate, então a capital do Egito, adjacente à mesquita de Anre ibne Alas, cuja construção terminou em 642. Vários companheiros notáveis do profeta eram seus vizinhos, incluindo Zobair ibne Alauame, Ubaida, Abu Zar, Abedalá ibne Omar e Abedalá ibne Anre ibne Alas.

### Última campanha militar

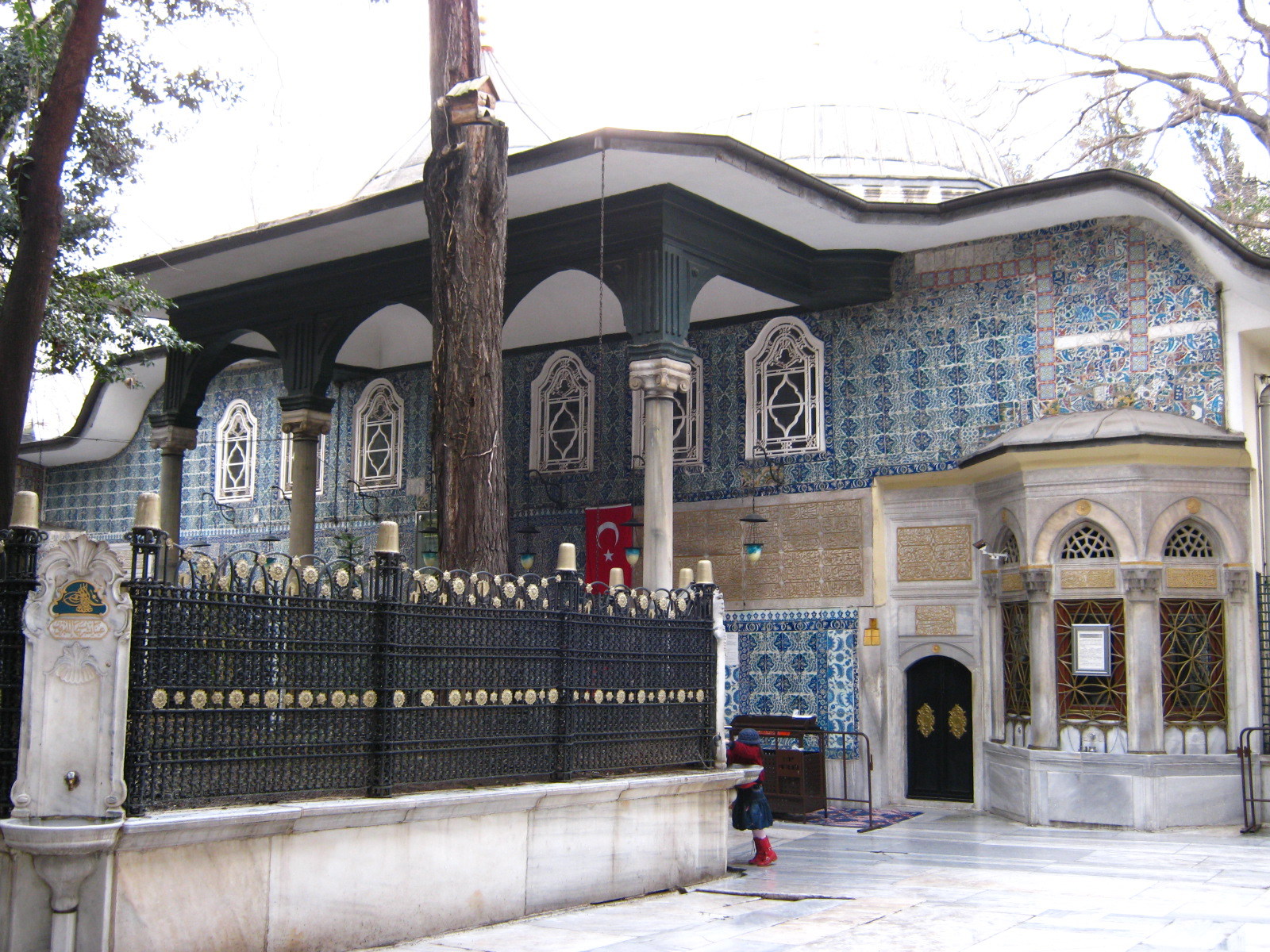
Fachada do türbe de Abaiube Alançari (Eyüp Sultan)

Atabari regista que no ano 49 do calendário islâmico (9 de fevereiro de 669 a 28 de janeiro de 670) ocorreram diversos de ataques contra o Império Bizantino, incluindo o Cerco de Constantinopla de 674, comandado pelo filho de Moáuia, Iázide. Abaiube encontrava-se entre os notáveis referidos como acompanhantes de Iázide. Era já um ancião, mas isso não o impedia de se alistar. Depois de ter participado brevemente nos combates, adoeceu com disenteria e teve que se retirar. Iázide foi ter com ele e perguntou-lhe: "Precisas de alguma coisa, Abaiube?", a que Abaiube respondeu: "Transmite os meus salaams (despedidas islâmicas) aos exércitos muçulmanos e diz-lhes que Abaiube os exorta a penetrar profundamente no território do inimigo, tanto quanto conseguirem, e que o carreguem e o enterrem debaixo dos seus pés junto às Muralhas de Constantinopla". Após dizer isto, Abaiube deu o seu último suspiro. O exército muçulmano cumpriu o seu pedido e empurrou as forças inimigas até às muralhas, onde Abaiube foi sepultado.
Logo após a conquista de Constantinopla pelos otomanos no século XV, o sultão otomano vitorioso Maomé II, o Conquistador mandou construir um türbe (mausoléu) sobre o que se pensava ser a sepultura de Abaiube e foi erigida uma mesquita em sua honra, a Mesquita de Eyüp Sultan, no distrito que também tem o seu nome (Eyüp). A área tornou-se um local sagrado para os muçulmanos e muitos dignitários otomanos pediram para ter as suas sepulturas perto da de Abaiube, no cemitério que a lhes estava reservado.